# 駿東郡
- 令制国一覧 > 東海道 > 駿河国 > 駿東郡
- 日本 > 中部地方 > 静岡県 > 駿東郡

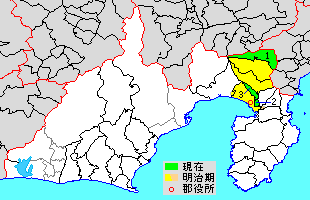
静岡県駿東郡の範囲（1.小山町 2.清水町 3.長泉町 薄黄：後に他郡に編入された区域）

駿東郡（すんとうぐん、すんとうのこおり）は、静岡県（駿河国）の郡。
人口91,893人、面積171.18km²、人口密度537人/km²。（2025年3月1日、推計人口）
以下の3町を含む。
- 清水町（しみずちょう）
- 長泉町（ながいずみちょう）
- 小山町（おやまちょう）

## 郡域
1879年（明治12年）に行政区画として発足した当時の郡域は、現在の行政区画では上記3町のほか、概ね以下の区域にあたる。
- 御殿場市、裾野市の全域
- 沼津市の大部分（内浦重寺以南を除く）
- 富士市の一部（境・境南・船津・船津南・西船津・西船津南）
- 田方郡函南町の一部（日守）

沼津市・長泉町・清水町を南駿（なんすん）。裾野市・御殿場市・小山町を北駿（ほくすん）と呼ぶ。ただし、裾野市は場合により南駿・中駿・北駿と分類され一定しない。

## 歴史
- 古代は駿河郡と呼ばれていたが、のちに駿東郡と改称された。その詳しい年代については諸説あり、はっきりしない。[要出典][1]
- 伊豆国の設置以前は駿河郡駿河郷（現・沼津市）に駿河国の国府があったといわれる。

### 近代以降の沿革
- 「旧高旧領取調帳」に記載されている明治初年時点での支配は以下の通り。●は村内に寺社領が、○は寺社等の除地（領主から年貢免除の特権を与えられた土地）が存在。（4町1宿166村）

- 1868年（慶応4年）
  - 5月24日 - 徳川宗家が駿河府中藩に転封。それにともない遠江・駿河・伊豆国内で領地替えが行われ、荻野山中藩領が相模国愛甲郡、西尾藩領が安房国平郡に転封、幕府領・旗本領が消滅。
  - 6月 - 小田原藩が戊辰戦争後の処分により減封。郡内の領地が消滅。
  - 7月13日 - 沼津藩が上総菊間藩に転封。
  - 以上の変更により、全域が府中藩の管轄となる。
- 明治初年（5町1宿163村）
  - 東井出村・西井出村が合併して井出村となる。
  - 東平沼村・西平沼村が合併して平沼村となる。
  - 上野新田が上野村に合併。
  - 沼津城内町が起立。
- 1869年（明治2年）8月7日 - 府中藩が静岡藩に改称。
- 1871年（明治4年）7月14日 - 廃藩置県により静岡県の管轄となる。
- 1873年（明治6年） - 郡内に同名の村が存在する上小林村（現・沼津市）が北小林村に、下小林村（現・沼津市）が南小林村に改称。
- 1874年（明治7年）（5町1宿155村）
  - 北小林村・南小林村・上石田村・下石田村・中石田村・日吉村・高田村・木瀬川村が合併して大岡村となる。
  - 所領村が竹ノ下村に合併。
- 1879年（明治12年）3月12日 - 郡区町村編制法の静岡県での施行により行政区画としての駿東郡が発足。郡役所を沼津上土町に設置。

### 町村制以降の沿革

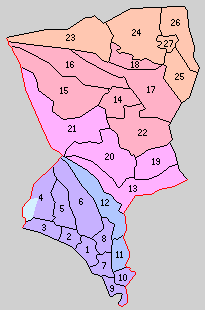
1.沼津町 2.片浜村 3.原町 4.浮島村 5.鷹根村 6.金岡村 7.楊原村 8.大岡村 9.静浦村 10.大平村 11.清水村 12.長泉村 13.小泉村 14.原里村 15.印野村 16.玉穂村 17.御厨町 18.高根村 19.深浪村 20.富岡村 21.須山村 22.富士岡村 23.須走村 24.北郷村 25.足柄村 26.六合村 27.菅沼村（紫：沼津市 桃：裾野市 赤：御殿場市 水色：富士市 橙：小山町 青：合併なし）

- 1889年（明治22年）4月1日 - 町村制の施行により、以下の町村が発足。（3町24村）
  - 沼津町 ← 沼津本町［大部分］、沼津上土町、沼津三枚橋町、沼津城内町、東間門村［一部］（現・沼津市）
  - 片浜村 ← 大諏訪村、東間門村［大部分］、西間門村、小諏訪村、松長村、今沢村、沼津本町［一部］（現・沼津市）
  - 原町 ← 原宿、大塚町、一本松新田、助兵衛新田、植田新田（現・沼津市）
  - 浮島村 ← 根古屋村、井出村、平沼村、石川村（現・沼津市）、船津村、西船津村、境村（現・富士市）
  - 鷹根村 ← 東椎路村、西椎路村、東原村、鳥谷村、柳沢村、青野村（現・沼津市）
  - 金岡村 ← 東沢田村、岡宮村、岡一色村、東熊堂村、西熊堂村、中沢田村、西沢田村、沢田新田（現・沼津市）
  - 楊原村 ← 上香貫村、下香貫村、善太夫新田、我入道村（現・沼津市）
  - 大岡村（単独村制、現・沼津市）
  - 静浦村 ← 獅子浜村、志下村、馬込村、江ノ浦村、多比村、口野村（現・沼津市）
  - 大平村（単独村制、現・沼津市）
  - 清水村 ← 徳倉村、伏見村、長沢村、柿田村、八幡村、新宿村、玉川村、湯川村、的場村、久米田村、畑中村、戸田村、堂庭村（現・清水町）
  - 長泉村 ← 中土狩村、下土狩村、本宿村、竹原村、納米里村、上土狩村、下長窪村、上長窪村、元長窪村、南一色村（現・長泉町）
  - 小泉村 ← 富沢村、佐野村、水窪村、伊豆島田村、二ツ屋新田、平松新田、麦塚村、茶畑村、公文名村、稲荷村、久根村、石脇村（現・裾野市）
  - 原里村 ← 杉名沢村、永塚村、板妻村、神場村、川島田村、保土沢新田（現・御殿場市）
  - 印野村（単独村制、現・御殿場市）
  - 玉穂村 ← 中畑村、川柳新田、茱萸沢村、萩原村［一部］（現・御殿場市）
  - 御厨町 ← 御殿場村、新橋村、萩原村［大部分］、二枚橋村、東田中村、東山新田、深沢村、小倉野新田、西田中村、北久原村、仁杉村（現・御殿場市）
  - 高根村 ← 六日市場村、増田村、中丸村、大堰村、清後村、山之尻村、山尾田村、塚原村、上小林村、柴怒田村、水土野新田（現・御殿場市）
  - 深浪村 ← 深良村、岩波村（現・裾野市）
  - 富岡村 ← 御宿村、定輪寺村、大畑村、千福村、上ヶ田村、葛山村、金沢村、今里村、下和田村（現・裾野市）
  - 須山村（単独村制、現・裾野市）
  - 富士岡村 ← 中山村、二子村、沼田村、萩蕪村、竈新田、駒門新田、大坂村、神山村、中清水村（現・御殿場市）
  - 須走村（単独村制、現・小山町）
  - 北郷村 ← 古沢村（現・御殿場市）、上野村、中日向村、大御神村、棚頭村、用沢村、一色村、下小林村、上古城村、下古城村、大胡田村、吉久保村、阿多野新田、菅沼村［一部］（現・小山町）
  - 足柄村 ← 桑木村、新柴村、竹ノ下村（現・小山町）
  - 六合村 ← 小山村［大部分］、生土村、中島村、藤曲村、柳島村、湯船村、菅沼村［一部］（現・小山町）
  - 菅沼村（菅沼村［大部分］が小山村［一部］を編入のうえ単独村制、現・小山町）
  - 日守村が田方郡函南村の一部となる。
- 1890年（明治23年）10月10日 - 小泉村から泉村が分立。（3町25村）
- 1891年（明治24年）6月11日 - 深浪村が深良村に改称。
- 1896年（明治29年）9月1日 - 郡制を施行。
- 1912年（大正元年）8月1日 -  六合村・菅沼村が合併して小山町が発足。（4町23村）
- 1914年（大正3年）8月1日 - 御厨町が御殿場町に改称。
- 1923年（大正12年）
  - 4月1日 - 郡会が廃止。郡役所は存続。
  - 7月1日 - 沼津町・楊原村が合併して沼津市が発足し、郡より離脱。（3町22村）
- 1926年（大正15年）7月1日 - 郡役所が廃止。以降は地域区分名称となる。
- 1935年（昭和10年）8月1日 - 鷹根村が愛鷹村に改称。
- 1944年（昭和19年）4月1日 - 片浜村・金岡村・大岡村・静浦村が沼津市に編入。（3町18村）
- 1952年（昭和27年）4月1日 - 小泉村・泉村が合併して裾野町が発足。（4町16村）
- 1955年（昭和30年）
  - 2月11日 - 御殿場町・原里村・印野村・玉穂村・富士岡村が合併して御殿場市が発足し、郡より離脱。（3町12村）
  - 4月1日（3町9村）
    - 大平村・愛鷹村が沼津市に編入。
    - 足柄村が小山町に編入。

  - 4月29日 - 原町・浮島村が合併し、改めて原町が発足。（3町8村）
- 1956年（昭和31年）
  - 1月1日 - 高根村が御殿場市に編入。（3町7村）
  - 4月1日 - 原町の一部（境・船津・西船津）が吉原市に編入。
  - 8月1日 - 北郷村が小山町に編入。（3町6村）
  - 9月30日（3町4村）
    - 深良村が裾野町に編入。
    - 須走村が小山町に編入。
- 1957年（昭和32年）9月1日（3町2村）
  - 富岡村・須山村が裾野町に編入。
  - 小山町の一部（古沢）が御殿場市に編入。
- 1960年（昭和35年）4月1日 - 長泉村が町制施行して長泉町となる。（4町1村）
- 1963年（昭和38年）11月3日 - 清水村が町制施行して清水町となる。（5町）
- 1968年（昭和43年）4月1日 - 原町が沼津市に編入。（4町）
- 1971年（昭和46年）1月1日 - 裾野町が市制施行して裾野市となり、郡より離脱。（3町）

### 変遷表
|                            | 明治22年4月1日 | 明治22年 - 明治45年         | 大正1年 - 大正15年     | 昭和1年 - 昭和29年          | 昭和30年                    | 昭和31年                                         | 昭和32年 - 現在                       | 昭和32年 - 現在                       | 現在     |
| -------------------------- | -------------- | --------------------------- | ---------------------- | --------------------------- | --------------------------- | ------------------------------------------------ | ------------------------------------- | ------------------------------------- | -------- |
|                            | 沼津町         | 沼津町                      | 大正12年7月1日 沼津市  | 沼津市                      | 沼津市                      | 沼津市                                           | 沼津市                                | 沼津市                                | 沼津市   |
|                            | 楊原村         | 楊原村                      | 大正12年7月1日 沼津市  | 沼津市                      | 沼津市                      | 沼津市                                           | 沼津市                                | 沼津市                                | 沼津市   |
|                            | 片浜村         | 片浜村                      | 片浜村                 | 昭和19年4月1日 沼津市に編入 | 沼津市                      | 沼津市                                           | 沼津市                                | 沼津市                                | 沼津市   |
|                            | 金岡村         | 金岡村                      | 金岡村                 | 昭和19年4月1日 沼津市に編入 | 沼津市                      | 沼津市                                           | 沼津市                                | 沼津市                                | 沼津市   |
|                            | 大岡村         | 大岡村                      | 大岡村                 | 昭和19年4月1日 沼津市に編入 | 沼津市                      | 沼津市                                           | 沼津市                                | 沼津市                                | 沼津市   |
|                            | 静浦村         | 静浦村                      | 静浦村                 | 昭和19年4月1日 沼津市に編入 | 沼津市                      | 沼津市                                           | 沼津市                                | 沼津市                                | 沼津市   |
|                            | 大平村         | 大平村                      | 大平村                 | 大平村                      | 昭和30年4月1日 沼津市に編入 | 沼津市                                           | 沼津市                                | 沼津市                                | 沼津市   |
|                            | 鷹根村         | 鷹根村                      | 鷹根村                 | 昭和10年8月1日 改称 愛鷹村  | 昭和30年4月1日 沼津市に編入 | 沼津市                                           | 沼津市                                | 沼津市                                | 沼津市   |
|                            | 原町           | 原町                        | 原町                   | 原町                        | 昭和30年4月29日 原町        | 原町                                             | 昭和43年4月1日 沼津市に編入           | 昭和43年4月1日 沼津市に編入           | 沼津市   |
|                            | 浮島村         | 浮島村                      | 浮島村                 | 浮島村                      | 昭和30年4月29日 原町        | 原町                                             | 昭和43年4月1日 沼津市に編入           | 昭和43年4月1日 沼津市に編入           | 沼津市   |
|                            | 浮島村         | 浮島村                      | 浮島村                 | 浮島村                      | 昭和30年4月29日 原町        | 昭和31年4月1日 吉原市に編入 （境・船津・西船津） | 昭和41年11月1日 富士市の一部          | 昭和41年11月1日 富士市の一部          | 富士市   |
|                            | 清水村         | 清水村                      | 清水村                 | 清水村                      | 清水村                      | 清水村                                           | 昭和38年11月3日 町制                  | 昭和38年11月3日 町制                  | 清水町   |
|                            | 長泉村         | 長泉村                      | 長泉村                 | 長泉村                      | 長泉村                      | 長泉村                                           | 昭和35年4月1日 町制                   | 昭和35年4月1日 町制                   | 長泉町   |
|                            | 小泉村         | 小泉村                      | 小泉村                 | 昭和27年4月1日 裾野町       | 裾野町                      | 裾野町                                           | 裾野町                                | 昭和46年1月1日 市制                   | 裾野市   |
| 明治23年10月10日 分立 泉村 | 小泉村         | 泉村                        |                        | 昭和27年4月1日 裾野町       | 裾野町                      | 裾野町                                           | 裾野町                                | 昭和46年1月1日 市制                   | 裾野市   |
|                            | 深浪村         | 明治24年6月11日 改称 深良村 | 深良村                 | 深良村                      | 深良村                      | 昭和31年9月30日 裾野町に編入                     | 裾野町                                | 昭和46年1月1日 市制                   | 裾野市   |
|                            | 富岡村         | 富岡村                      | 富岡村                 | 富岡村                      | 富岡村                      | 富岡村                                           | 昭和32年9月1日 裾野町に編入           | 昭和46年1月1日 市制                   | 裾野市   |
|                            | 須山村         | 須山村                      | 須山村                 | 須山村                      | 須山村                      | 須山村                                           | 昭和32年9月1日 裾野町に編入           | 昭和46年1月1日 市制                   | 裾野市   |
|                            | 御厨町         | 御厨町                      | 大正3年8月1日 御殿場町 | 御殿場町                    | 昭和30年2月11日 御殿場市    | 御殿場市                                         | 御殿場市                              | 御殿場市                              | 御殿場市 |
|                            | 原里村         | 原里村                      | 原里村                 | 原里村                      | 昭和30年2月11日 御殿場市    | 御殿場市                                         | 御殿場市                              | 御殿場市                              | 御殿場市 |
|                            | 印野村         | 印野村                      | 印野村                 | 印野村                      | 昭和30年2月11日 御殿場市    | 御殿場市                                         | 御殿場市                              | 御殿場市                              | 御殿場市 |
|                            | 玉穂村         | 玉穂村                      | 玉穂村                 | 玉穂村                      | 昭和30年2月11日 御殿場市    | 御殿場市                                         | 御殿場市                              | 御殿場市                              | 御殿場市 |
|                            | 富士岡村       | 富士岡村                    | 富士岡村               | 富士岡村                    | 昭和30年2月11日 御殿場市    | 御殿場市                                         | 御殿場市                              | 御殿場市                              | 御殿場市 |
|                            | 高根村         | 高根村                      | 高根村                 | 高根村                      | 高根村                      | 昭和31年1月1日 御殿場市に編入                    | 御殿場市                              | 御殿場市                              | 御殿場市 |
|                            | 北郷村         | 北郷村                      | 北郷村                 | 北郷村                      | 北郷村                      | 昭和31年8月1日 小山町に編入                      | 昭和32年9月1日 御殿場市に編入（古沢） | 昭和32年9月1日 御殿場市に編入（古沢） | 御殿場市 |
|                            | 北郷村         | 北郷村                      | 北郷村                 | 北郷村                      | 北郷村                      | 昭和31年8月1日 小山町に編入                      | 小山町                                | 小山町                                | 小山町   |
|                            | 六合村         | 六合村                      | 大正元年8月1日 小山町  | 小山町                      | 小山町                      | 小山町                                           | 小山町                                | 小山町                                | 小山町   |
|                            | 菅沼村         | 菅沼村                      | 大正元年8月1日 小山町  | 小山町                      | 小山町                      | 小山町                                           | 小山町                                | 小山町                                | 小山町   |
|                            | 足柄村         | 足柄村                      | 足柄村                 | 足柄村                      | 昭和30年4月1日 小山町に編入 | 小山町                                           | 小山町                                | 小山町                                | 小山町   |
|                            | 須走村         | 須走村                      | 須走村                 | 須走村                      | 須走村                      | 昭和31年9月30日 小山町に編入                     | 小山町                                | 小山町                                | 小山町   |

## 行政

### 歴代郡長
| 代 | 氏名       | 就任年月日                 | 退任年月日                 | 備考                   |
| -- | ---------- | -------------------------- | -------------------------- | ---------------------- |
| 1  | 江原素六   | 明治12年（1879年）3月22日  | 明治14年（1881年）6月10日  |                        |
| 2  | 窪田凸     | 明治14年（1881年）6月      | 明治17年（1884年）7月      |                        |
| 3  | 河野鎗治郎 | 明治17年（1884年）7月1日   | 明治19年（1886年）8月2日   |                        |
| 4  | 竹内壽貞   | 明治19年（1886年）8月12日  | 明治21年（1888年）10月7日  |                        |
| 5  | 河目俊宗   | 明治21年（1888年）10月21日 | 明治29年（1896年）5月25日  |                        |
| 6  | 岡本武輝   | 明治29年（1896年）5月25日  | 明治32年（1899年）4月8日   |                        |
| 7  | 河野鎗治郎 | 明治32年（1899年）4月8日   | 明治38年（1905年）4月10日  |                        |
| 8  | 辻芳太郎   | 明治38年（1905年）4月      | 明治44年（1911年）12月28日 |                        |
| 9  | 稻見明精   | 明治44年（1911年）12月28日 | 大正3年（1914年）2月24日   |                        |
| 10 | 太田資行   | 大正3年（1914年）2月24日   | 大正5年（1916年）6月12日   |                        |
| 11 | 鎌田介政   | 大正5年（1916年）6月12日   |                            |                        |
|    |            |                            | 大正15年（1926年）6月30日  | 郡役所廃止により、廃官 |

### 衆議院
- 静岡5区（三島市、富士市（旧富士川町域を除く）、御殿場市、裾野市、伊豆の国市（旧・伊豆長岡町域）、田方郡、駿東郡小山町）
- 任期：2021年10月31日 - 2025年10月30日
- 投票日：2021年10月31日
- 当日有権者数：458,636人
- 投票率：54.39％

| 当落 | 候補者名 | 年齢 | 所属党派   | 新旧別 | 得票数    | 重複 |
| ---- | -------- | ---- | ---------- | ------ | --------- | ---- |
| 当   | 細野豪志 | 50   | 無所属     | 前     | 127,580票 |      |
| 比当 | 吉川赳   | 39   | 自由民主党 | 前     | 61,337票  | ○    |
|      | 小野範和 | 48   | 立憲民主党 | 新     | 51,965票  | ○    |
|      | 千田光   | 43   | 愛地球党   | 新     | 5,350票   |      |